# ويل تيودور
ويليام جيمس سبري تيودور (بالإنجليزية: William James Sibree Tudor)‏يعرف أيضًا باسم ويل تيودور،  (ولد في 11  أبريل 1987) هو ممثل إنجليزي. اشتهر بدور شخصية أوليفر في مسلسل صراع العروش لشبكة HBO. وقد ظهر هذا الدور منذ الموسم الثالث، وتواصل دوره حتى الموسم السادس. وقد ظهر أيضا في تلفزيونيًا في المسلسل القصير الخيمة الحمراء، ومسلسل القناة الربعة/أي إم سي الدرامي بشر.

## فيلموغرافيا

### السينما
| السنة | العنوان | الدور   |
| ----- | ------- | ------- |
| 2014  | بونوبو  | توبي    |
| 2016  | غدًا     | تريستان |

### التلفزيون
| العام | العنوان        | دور          |
| ----- | -------------- | ------------ |
| 2011  | توقعات كبيرة   | معجب استيلا  |
| 2013– | لعبة من عروش   | أوليفر       |
| 2013  | الأطباء        | سام اليافع   |
| 2014  | في النادي      | جاك          |
| 2014  | الخيمة الحمراء | جوزيف        |
| 2015  | البشر          | أودي         |
| 2016  | السيد سلفريدج  | فرانك وايتلي |

## وصلات خارجية
- ويل تيودور على موقع IMDb (الإنجليزية)
- ويل تيودور على موقع ألو سيني (الفرنسية)
- ويل تيودور على موقع أول موفي (الإنجليزية)
- ويل تيودور على موقع قاعدة بيانات الفيلم (الإنجليزية)
- ويل تيودور على موقع كينوبويسك (الروسية)